# Marathon van Berlijn 1978
De marathon van Berlijn 1978 werd gelopen op zondag 3 september 1978. Het was de vijfde editie van de marathon van Berlijn. Van de 256 ingeschreven marathonlopers werden er 197 aan de finish geregistreerd. Hiervan waren er tien vrouwen. De Duitse atleet Michael Spöttel finishte bij de mannen als eerste in 2:20.02,6. Zijn landgenote Ursula Blaschke won de wedstrijd bij de vrouwen in 2:57.09,0.

## Uitslagen

### Mannen
| rang   | naam            | land | tijd      |
| ------ | --------------- | ---- | --------- |
| Goud   | Michael Spöttel | GER  | 2:20.02,6 |
| Zilver | Michael Weiß    | GER  | 2:24.32,0 |
| Brons  | Rainer Gemmecke | GER  | 2:26.33,0 |

### Vrouwen
| rang   | naam            | land | tijd      |
| ------ | --------------- | ---- | --------- |
| Goud   | Ursula Blaschke | GER  | 2:57.09,0 |
| Zilver | Gerda Reinke    | GER  | 2:59.23,0 |
| Brons  | Christa Kloth   | GER  | 3:00.56,4 |

1974 ·
1975 ·
1976 ·
1977 ·
1978 ·
1979 ·
1980 ·
1981 ·
1982 ·
1983 ·
1984 ·
1985 ·
1986 ·
1987 ·
1988 ·
1989 ·
1990 ·
1991 ·
1992 ·
1993 ·
1994 ·
1995 ·
1996 ·
1997 ·
1998 ·
1999 ·
2000 ·
2001 ·
2002 ·
2003 ·
2004 ·
2005 ·
2006 ·
2007 ·
2008 ·
2009 ·
2010 ·
2011 ·
2012 ·
2013 ·
2014 ·
2015 ·
2016 ·
2017 ·
2018